# Nousty
Nousty (okzitanisch: Nostin) ist eine französische Gemeinde mit 1.591 Einwohnern (Stand: 1. Januar 2022) im Département Pyrénées-Atlantiques in der Region Nouvelle-Aquitaine. Die Gemeinde gehört zum Arrondissement Pau und zum Kanton Vallées de l’Ousse et du Lagoin (bis 2015: Kanton Pau-Est). Die Einwohner werden Noustysiens genannt.

## Geografie
Nousty liegt in der historischen Provinz Béarn am Fluss Ousse. Umgeben wird Nousty von den Nachbargemeinden Andoins im Norden, Limendous im Osten und Nordosten, Soumoulou im Osten, Boeil-Bezing im Süden und Südwesten, Angaïs im Südwesten sowie Artigueloutan im Westen.
Durch die Gemeinde führt die frühere Route nationale 117 (heutige D817). Die Autoroute A64 begrenzt die Gemeinde im Nordosten.

## Bevölkerungsentwicklung
| 1962                      | 1968 | 1975 | 1982 | 1990 | 1999 | 2006 | 2013 |
| ------------------------- | ---- | ---- | ---- | ---- | ---- | ---- | ---- |
| 507                       | 539  | 578  | 610  | 672  | 736  | 1078 | 1579 |
| Quelle: Cassini und INSEE |      |      |      |      |      |      |      |

## Sehenswürdigkeiten
- Kirche Saint-Julien-de-Lescar, Mitte des 19. Jahrhunderts erbaut

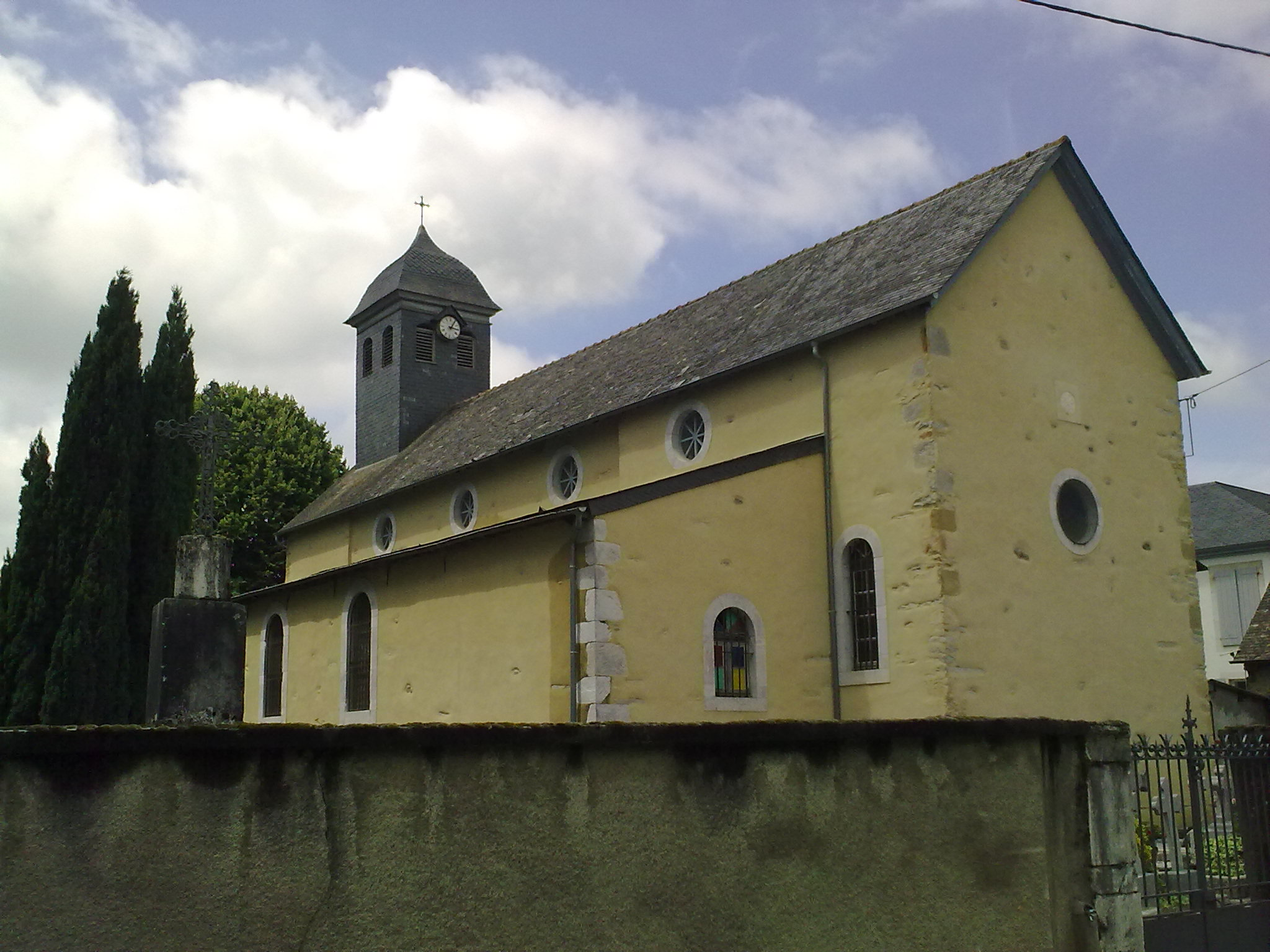
Kirche Saint-Julien-de-Lescar

- Waschhaus